# استان لاوریکوچا
استان لاوریکوچا (به اسپانیایی: Provincia de Lauricocha) یک استان در پرو است که در منطقه اوئانوکو واقع شده‌است.استان لاوریکوچا ۱٬۸۶۰٫۱۳ کیلومتر مربع مساحت و ۳۲٬۶۲۶ نفر جمعیت دارد.